# Gloomhaven
Gloomhaven est un jeu de société coopératif pour un à quatre joueurs conçu par Isaac Childres et publié par Cephalofair Games en 2017. Il s'agit d'un jeu d'exploration de donjons reposant sur une campagne comprenant une campagne narrative et 95 scénarios uniques. Depuis son introduction, le jeu est acclamé par les critiques et est décrit comme l'un des meilleurs jeux de société jamais créés.

## Système de jeu
Gloomhaven est un jeu d'escarmouche tactique avec un thème fantasy. Dans celui-ci, les joueurs tentent de triompher dans des scénarios dont la difficulté varie en fonction du nombre de joueurs. Le jeu est coopératif et axé sur la campagne, avec un à quatre joueurs se frayant un chemin à travers une histoire ramifiée composée de 95 scénarios. La campagne se développe dans un format dit "legacy", avec des autocollants qui sont placés sur le tableau de jeu, ainsi des cartes et des enveloppes scellées qui sont ouvertes lorsque certains critères sont remplis. Il y a 17 classes jouables,.
Bien qu'il y ait des similarités avec des jeux de rôle tels que Dungeons & Dragons et d'autres jeux de plateau d'exploration de donjons, Gloomhaven utilise des mécanismes de jeu similaires aux eurogames modernes.
Personnages et monstres se déplacent sur des tuiles hexagonales représentant des donjons et des caves. Les joueurs choisissent simultanément deux cartes à jouer à chaque tour, chacune ayant une moitié supérieure et une moitié inférieure, et choisissent la moitié supérieure d'une carte et la partie inférieure de l'autre pour permettre à leurs personnages d'effectuer des actions telles que déplacer, soigner et attaquer des monstres. L'aspect aléatoire n'est pas fourni par les dés, comme c'est généralement le cas avec de tels jeux, mais est générée par un jeu de cartes.

## Diffusion
Le jeu est vendu à l'origine via une campagne Kickstarter de 2015 qui lui permet de récolter 386 104 $ auprès de 4 904 contributeurs. Après de bonnes premières critiques, une deuxième campagne Kickstarter est lancée le 4 avril 2017 et livrée en novembre 2017, ce qui permet de collecter environ 4 millions de dollars auprès de plus de 40 000 contributeurs. Le jeu sort peu de temps après en magasin de détail pour un prix suggéré de 140 $,.

## Accueil
Gloomhaven est acclamé par la critique, culminant notamment en tant que jeu de société le mieux noté sur le site Web leader BoardGameGeek depuis 2017. Il remporte également six prix Golden Geek, notamment en 2017 pour le meilleur jeu, le meilleur jeu de stratégie, le meilleur jeu coopératif, le jeu le plus innovant, le meilleur jeu solo et le meilleur jeu thématique. 
Le site Web de jeux Geek & Sundry décrit Gloomhaven comme "une conception magistrale" et suggère "qu'il devrait appartenir à un musée". Matt Thrower le considère comme l'un des meilleurs jeux de société de fantasy disponibles, tout en notant que « Gloomhaven est le succès critique de l'année ». Ars Technica fait également l'éloge de la stratégie, du système d'action, du gameplay et du mode en solo du jeu. Games Radar attribue au jeu cinq étoiles et le surnomme "l'ultime dungeon crawler sur table" tandis Board Games Land le décrit comme un "chef-d'œuvre",. 
Le jeu connaît finalement un succès commercial et se vend à environ 120 000 exemplaires en août 2018.

## Récompenses
| Année | Récompense | Résultat |
| ----- | --- | -------- |
| 2017  | Cardboard Republic Striker Laurel | Nommé    |
| 2017  | Golden Geek Award- Best Overall Game, Best Strategy Game, Best Cooperative Game, Most Innovative Game, Best Solo Game, Best Thematic Game | Lauréat  |
| 2017  | International Gamers Award - General Strategy: Multi-player                                                                               | Nommé    |
| 2018  | Origins Award Game of the Year | Lauréat  |
| 2018  | Origins Game Fair Best Board Game | Lauréat  |
| 2018  | Scelto dai Goblin Game of the Year | Lauréat  |
| 2018  | SXSW Gaming Awards Tabletop Game of the Year                                                                                              | Lauréat  |

## Extensions et spin-offs
Gloomhaven: Forgotten Circles, la première extension du jeu, sort au deuxième trimestre 2019. Elle comprend une nouvelle classe de personnages, l'Aesther Diviner, 20 nouveaux scénarios principalement axés sur cette classe, ainsi que de nouveaux objets et monstres. Son histoire se déroule après la campagne originale de Gloomhaven.
Gloomhaven: Jaws of the Lion , une version plus petite et autonome du jeu, qui sort en juillet 2020, initialement en exclusivité dans le distributeur Target. Conçue pour plaire aux fans de jeux plus occasionnels, l'histoire de cette version se déroule avant les événements du premier Gloomhaven et demande aux joueurs d'enquêter sur une série de disparitions dans la ville. Le jeu propose 25 nouveaux scénarios, dont cinq comprennent un didacticiel conçu pour faciliter l'entrée des nouveaux joueurs dans le jeu. Certains composants du jeu, mais pas tous, sont compatibles avec le jeu de base Gloomhaven.

## Suite
En 2020, Frosthaven est lancé en tant que suite autonome vendue initialement via une campagne Kickstarter. La campagne permet de récolter près de 13 millions de dollars, ce qui en fait la campagne la mieux financée de l'histoire pour un jeu sur la plateforme, auprès de plus de 83 000 contributeurs. Le jeu se déroule dans un petit avant-poste du nord que des mercenaires ont du mal à protéger. Childres change plusieurs aspects de l'histoire et du cadre du jeu pour lutter contre les préjugés culturels.
Frosthaven est expédié aux contributeurs de Kickstarter en septembre 2022.

## Édition numérique
Asmodee et Flaming Fowl Studios publient une édition numérique de Gloomhaven pour Microsoft Windows, initialement le 17 juillet 2019. Le jeu sort pour macOS le 25 novembre 2021. 
Il est proposé en tant que modèle d'accès anticipé, comprenant un sous-ensemble de personnages et un mode Aventure solo qui utilise la génération procédurale comme un roguelike pour créer des rencontres. À partir de 2021, Asmodee et Flaming Fowl ajoute la prise en charge des 17 personnages et l'ensemble complet des 95 missions du jeu de société de base, ainsi que la prise en charge du multijoueur,.